# R-39 (ミサイル)

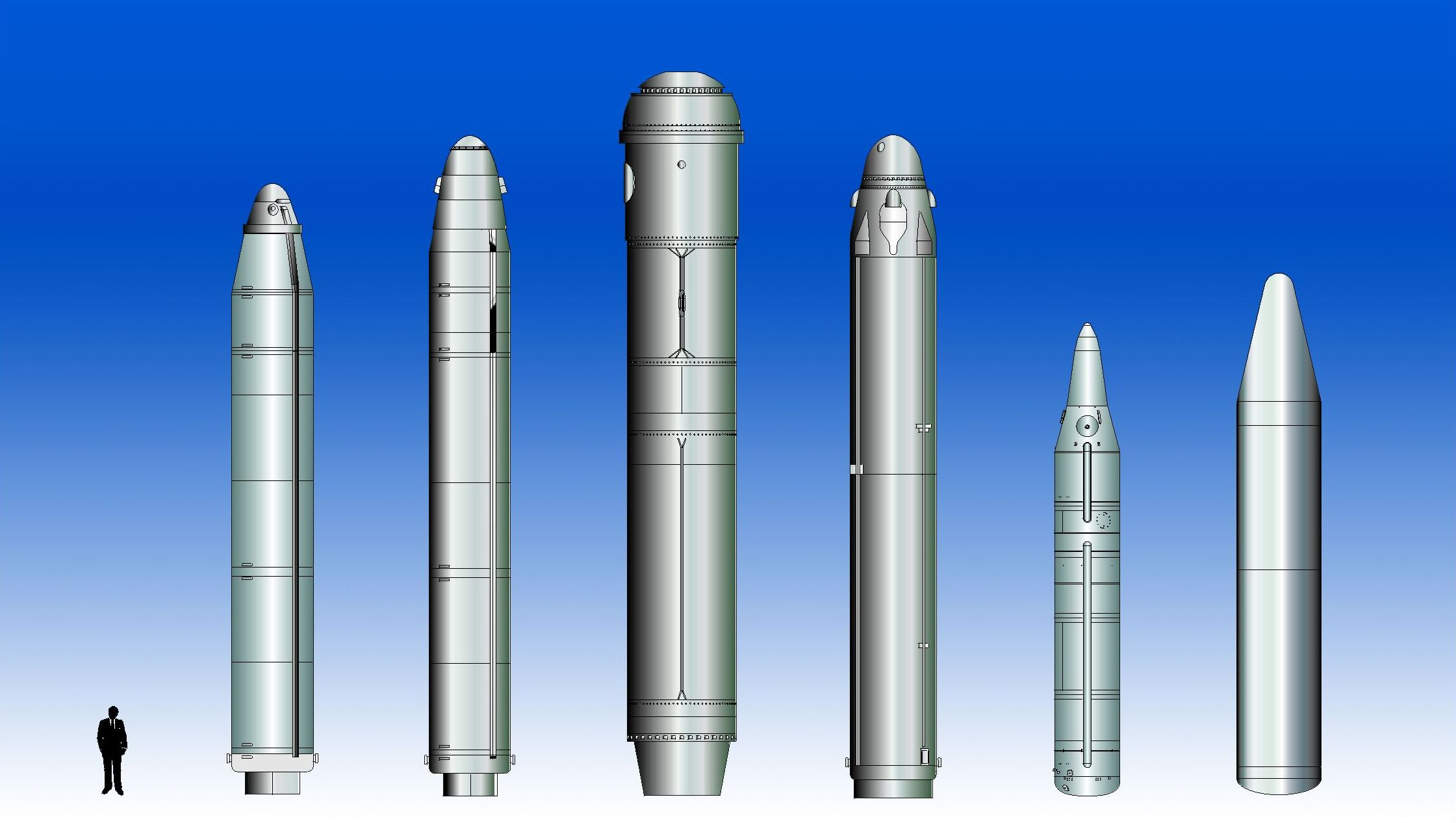
潜水艦発射弾道ミサイル: R-29, R-29Р, R-39, R-29PM, CSS-NX-3, JL-2

R-39は、ソビエト連邦が開発した潜水艦発射弾道ミサイル(SLBM、露:БРПЛ)である。同国で2番目の固体燃料ロケットのSLBMで、史上最大の原子力潜水艦であるタイフーン級潜水艦発射弾道ミサイル搭載原子力潜水艦(SSBN)に搭載されて運用されていた。

## 概要
R-39はソ連／ロシアのSLBMで、米国国防総省の識別番号(DoD番号)はSS-N-20、NATO報告名はSturgeon、ロシア工業番号は3M65、条約番号はRSM-52である。R-39は、1973年9月から開発が始まり、プロジェクト941型(タイフーン級原子力潜水艦)に20基搭載されて1983年5月から運用されたが、予算不足から同級3隻は除籍、解体された。
R-39は大陸間弾道ミサイル(ICBM)級の長射程MIRVミサイルで、過塩素酸アンモニウムを使用する固体燃料ロケットの三段式ロケットで加速・上昇する。ペイロードとして液体燃料ロケットのPBV(Post Boost Vehicle)を搭載し、PBVは10基の再突入体(RV)を搭載している。他のソ連／ロシアのSLBMと同様にR-39の発射に当っては、ミサイルは発射管の底部に装備されたガスジェネレーターから発生するガス圧によって発射管から飛び出す。この際にノーズコーンに設置された追加モーターからガスが発生し、このガスがミサイルの周囲にガスの壁を作って海水との流体力学的抵抗を減らしている。この発射システムにはD-19の識別番号が与えられている。
海中から飛び出したミサイルは空中でロケットエンジンに点火し、目標への飛行を開始する。第一段の制御はノズルのまわりの噴射バルブで行われ、第二段、第三段の制御は可動ノズルによる推力ベクトル制御で行われる。
開発作業は1971年にNII Машиносотройения(OKB-385)でV.P. マケイエフの指揮の元に始まり、1973年9月には設計が公式に承認された。1979年から始まった初期の発射テストでは、海上発射台から9回、潜水艦から7回、陸上発射台から17回実施されたが、このうち半数以上が失敗した。この結果、第一段、第二段固体ロケットエンジンに問題が有ることが発覚した。この後のテストは改修された941型潜水艦TK-208上で13回の発射テストが行われて11回が成功し、1983年5月には実戦配備についた。
1989年末までに、20基のR-39ミサイルを搭載した941型が全部で6隻就役し、合計1,200発の核弾頭が120基のミサイルに搭載されて配備された。R-39は従来のSLBMに比べて何倍も巨大で、それを搭載するSSBNも必然的に巨大となった。
巨大な弾道ミサイルであるR-39は、第1段ロケットはウクライナで製造され、第2、第3段ロケットと弾頭部はロシアで生産された。
ソ連邦解体後、ウクライナでの第1段ロケット製造は不可能になり、R-39の生産は途絶えた。R-39ミサイルの耐用年数は15年程度の為、1990年代以降、ほとんどのミサイルの寿命が尽きると予想された。1990年代を通じ、耐用年数の尽きたR-39ミサイルは徐々に退役していった。
1995年8月25日、941型原潜TK-20は、北極海からR-39ミサイルの発射に成功した。
1998年、最初で最後の941型原潜からのR-39ミサイル20基の一斉発射が実施された。発射は成功に終わり、R-39の信頼性の高さが改めて確認された。同年末までに、R-39は60基しか残らなかった。
2004年、最後まで残っていた10基のR-39ミサイルが廃棄され、ロシア海軍からR-39は完全に退役した。
941型のR-39を置き換え、新型のSSBNである955型ボレイ(Борей)級搭載用として開発が進められたR-39UTTKhバルク(Bark)/RSM-52V/SS-N-28は、予算不足の為、満足な試験を行なう事が出来ず、1994年、1997年、1998年に実施された発射テストは全て失敗に終わり、1998年、バルクに関する作業は中止された。
R-39は、ロシアで固体燃料を採用したSLBMとしては2番目であるが、その巨大さゆえの運用コストの高さから、やや遅れて従来の液体燃料ロケットを採用したR-29RM(SS-N-23 Skiff)が開発され、667BDRM型(デルタIV級)に搭載されて運用されている。
しかしながらロシア側も固体燃料の利点は認めており、新SSBNである955型には固体燃料の3M14ブラヴァーが予定されている。3M14はICBM RT-2PM2トーポリM(SS-27)の艦載バージョンであり、元をただせばRT-2PM2はRT-2PMトーポリ(SS-25)の発展型でRSD-10ピオネール(SS-20)と近縁であり、RSD-10はRT-21(SS-16)を元に開発されたといわれているので、従来喧伝されているほどロシアが固体燃料ロケットに冷淡であったわけでは無い。

## 要目
- 全長: 8.4 m/16 m(弾頭部含む)
- 直径: 2.4 m
- 重量: 90 t
- ペイロード: 2,550 kg
- 弾頭: 核出力200 ktの核弾頭が10発
- 射程: 8,250 km
- CEP: 500 m